# Pinacodera atrolucens
Pinacodera atrolucens is een keversoort uit de familie van de loopkevers (Carabidae). De wetenschappelijke naam van de soort werd, als Cymindis atrolucens, voor het eerst geldig gepubliceerd in 1913 door Casey.